# Şamşāmī
Şamşāmī (persiska: صمصامی) är en ort i Iran.   Den ligger i provinsen Chahar Mahal och Bakhtiari, i den centrala delen av landet, 400 km söder om huvudstaden Teheran. Şamşāmī ligger 2 050 meter över havet och antalet invånare är 354.
Terrängen runt Şamşāmī är bergig åt sydost, men åt nordväst är den kuperad. Şamşāmī ligger nere i en dal. Runt Şamşāmī är det ganska glesbefolkat, med 26 invånare per kvadratkilometer. Närmaste större samhälle är Gerdopīneh, 17,5 km sydost om Şamşāmī. Trakten runt Şamşāmī består i huvudsak av gräsmarker.